# Löttingelund
Löttingelund är ett villaområde i södra delen av kommundelen Löttinge i Täby kommun, Stockholms län. Området gränsar till Gribbylund i söder.

## Historia

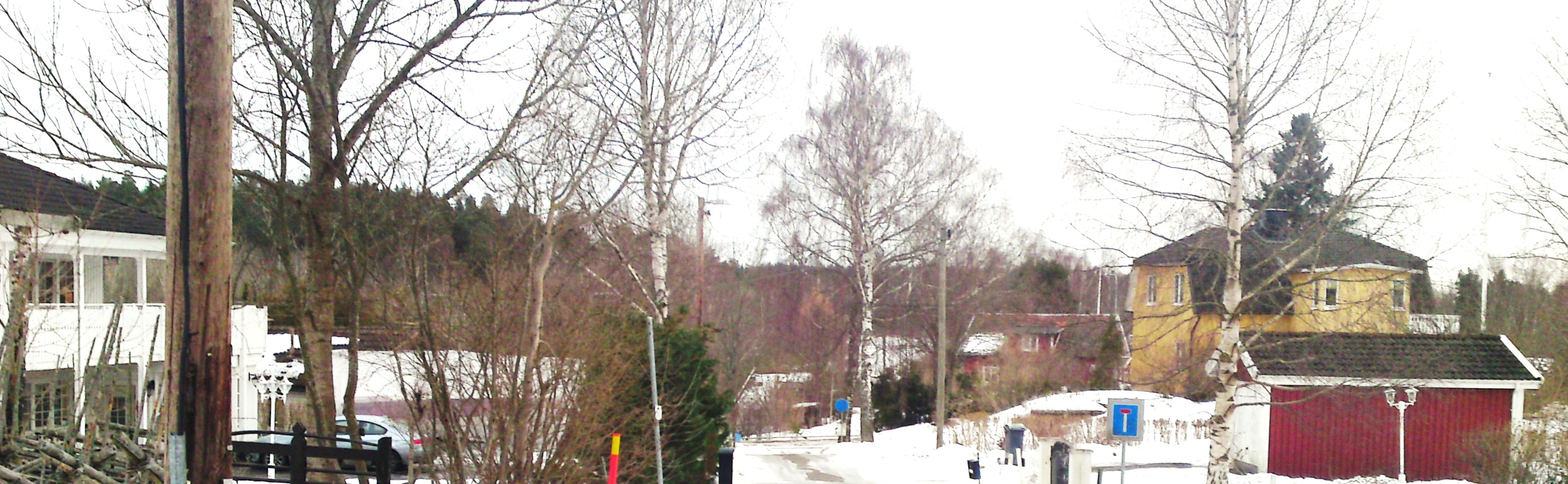
Del av Löttingelunds villaområde med vy ned mot Rönningesjön.

Namnet Löttingelund är hämtat från Löttinge gård som är belägen ett hundratal meter ifrån den övriga bebyggelsen. Löttinge gård omnämns sen 1700-talet och var en av de stora gårdarna som innan järnvägens tillkomst dominerade Täby socken. Under gården fanns även en mindre fastighet under namn Löttingelund, belägen i lövträdslunden vid nuvarande Löttingelundsskolan. På 1920-talet startade sommarstugebebyggelsen i Löttingelund, likt många andra delar av Täby. Tomterna började på 1970-talet bli mer attraktiva som villatomter då det intilliggande Gribbylund mer och mer höll på att exponeras. Någon stadsplan antogs aldrig över Löttingelund utan den starka grannföreningen fick istället själva sköta uppdelningen i tomter och planering av området. Den stadsplan som ändå lades fram på 1980-talet innehöll en kraftig utbyggnad av området där samtliga intilliggande åkrar bebyggdes samt en mindre centrumanläggning byggdes mitt emot nuvarande Löttingelundsskoolan. Då planen aldrig antogs har den aldrig heller förverkligats utan en inte fullt så storskalig utbyggnad av området skedde istället på 1980-talet där många av de dåvarande stora tomterna styckades av till villatomter som sedan bebyggdes. Efter denna utbyggnad startade även SL busstrafik till området och bensinstationen och närköpet öppnade. 
Området domineras idag av villabebebyggelse och i Löttingelund finns även Täby kommuns nyaste grundskola, Löttingelundsskolan. Villorna är mestadels från 1980-talet men både äldre och yngre villor finns. Ett stort antal villor har även utsikt mot den intilliggande Rönningesjön, då delar av Löttingelund befinner sig i terrassluttning ned mot sjön.
Till Löttingelunds sevärdheter hör två fornlämningar: Varggropen och domarringen. En annan sevärdhet är belägen längs med Roslagsleden, norr om tätområdet: Löttingekullen, 58 m över havet, är Täbys högsta punkt.

## Kollektivtrafik
Löttingelund saknar förbindelse med Roslagsbanan och har därför bussförbindelser för att få en god kollektivtrafik. Buss 615 mot Täby centrum är den mest trafikerade men även bussarna 524 mot Upplands Väsby och Arninge och 615 mot Arninge har hållplats här. Nattbuss 695 från Odenplan-Danderyds sjukhus har sin slutstation här.